# Pépinot
Pépinot est une série télévisée jeunesse québécoise en 156 épisodes de 30 minutes en noir et blanc mettant en scène des marionnettes à gaine, diffusée entre le 2 mai 1954 et le 15 juin 1957 à la Télévision de Radio-Canada. Cette série fait suite à la série Pépinot et Capucine.

## Synopsis des épisodes
Nous reproduisons ci-dessous les descriptions des épisodes telles qu'elles apparaissent dans les télé-horaires La Semaine à Radio-Canada et Ici Radio-Canada. Le lecteur remarquera que certains épisodes sont décrits plus d'une fois mais étant donné que la description varie d'une fois à l'autre, nous avons jugé pertinent de les reproduire pour donner plus d'une perspective à un épisode. On remarque particulièrement, que certaines histoires en 4 épisodes sont décrites épisodes par épisodes, alors que lors d'une rediffusion, l'ensemble de l'histoire est décrite.

### Diffusion originale 1954-1957
Émission en noir et blanc
Théâtre de marionnettes
Lors de la diffusion originale, nous avons relevé les informations suivantes :
(Note: le téléhoraire La Semaine à Radio-Canada ne décrit pas toujours les épisodes.)
1. Au Mont Everest. Diffusion : le dimanche 2 mai 1954, à 17:30.
2. À Singapour : Capucine surprend des voleurs dans une banque. Diffusion : le dimanche 9 mai 1954, à 17:30.
3. Nos marionnettes visitent les temples du Siam. Diffusion : le dimanche 16 mai 1954, à 17:30.
4. L’ours est pris dans un repaire de pirates. Diffusion : le dimanche 23 mai 1954, à 17:30.
5. Marionnettes à Hong Kong. Diffusion : le dimanche 30 mai 1954, à 17:30.
6. Voyage interplanétaire. Diffusion : le dimanche 6 juin 1954, à 17:30.
7. Au Japon. Diffusion : le dimanche 13 juin 1954, à 17:30.
8. Dernière émission [de la saison]. Sujet : Retour au Canada. Le Chat piano chasse les souris. Note : il y a probablement eu confusion au niveau du synopsis. Il est possible aussi que cet épisode ait été écrit pour annoncer l'autre série (à confirmer). La série Chat piano a débuté le 27 juin 1954. Diffusion : le dimanche 20 juin 1954, à 17:30.
9. Les aventures d’une machine à faire le beau et le mauvais temps. Diffusion : le dimanche 20 mars 1955, à 17:30.
10. Une course de chevaux. Diffusion : le dimanche 29 mai 1955, à 17:30.
11. Pépinot devient garagiste. Diffusion : le dimanche 12 juin 1955, à 17:30.
Du 26 juin au 18 septembre 1955, la série prend le nom Le Théâtre de Pépinot et la seule information inscrite est la suivante : « Marionnette. Dramatisation de contes et légendes ».
12. Pépinot à la Légion Étrangère. Diffusion : le dimanche 11 mars 1956, à 17:30.
13. Dénouement heureux des aventures de Pépinot légionnaire. Texte Réginald Boisvert. Diffusion : le dimanche 18 mars 1956, à 17:30.
14. Pépinot reçoit la visite du propriétaire du cirque. Capucine rapporte la disparition des chevaux de bois. L’enquête commence. Diffusion : le dimanche 25 mars 1956, à 17:30.
15. L’enquête du célèbre détective Pépinot se poursuit au cirque. Qui est le voleur des chevaux de bois ?  Le mystère ne semble pas près de s’éclaircir. Diffusion : le dimanche 1er avril 1956, à 17:30.
16. Pépinot a disparu, mais il avait sans doute une idée derrière la tête !  …Espérons qu’il reviendra à temps pour démasquer les coupables. Texte Réginald Boisvert. Diffusion : le dimanche 15 avril 1956, à 17:30.
17. « Pépinot à Venise ». Texte Réginald Boisvert. Diffusion : le dimanche 29 avril 1956, à 17:30.
18. « En turquie ». Texte Réginald Boisvert. Diffusion : le dimanche 6 mai 1956, à 17:30.
19. Pépinot, général dans l’armée de Napoléon. Texte Réginald Boisvert. Diffusion : le dimanche 20 1956, à 17:30.
20. Pépinot, général dans l’armée de Napoléon. Texte Réginald Boisvert. Diffusion : le dimanche 27 1956, à 17:30.
21. Pépinot, Blanc et l’Ours sont décorés de la Légion d’Honneur par le général Potiron. Texte Réginald Boisvert. Diffusion : le dimanche 3 juin 1956, à 17:30.
Dans un court article sur Pépinot diffusé dans La Semaine à Radio-Canada de la semaine du 1er au 7 septembre 1956, nous pouvons lire :
« Pépinot, le plus ancien et l’un des plus populaires programmes pour enfants (dont les nouveaux épisodes ont été filmés au cours de l’été), sera de nouveau présenté tous les dimanches de 5h.30 à 6 heures du soir, à partir du 16 septembre 1956.
Le texte de Réginald Boisvert, animé par la même équipe de casteliers, nous fera retrouver Pépinot et ses ancêtres. Cette fois, dans le livre d’or de sa famille, Pépinot découvrira un brave coureur des mers, ce qui nous permettra d’assister, au cours des quatre premiers épisodes, à la mission de Pépinot, chargé par le gouvernement français de capturer un pirate fameux : Brûlegueule. Réalisation de Pierre Gauvreau et Pierres Desroches. ».
22. Pépinot raconte à l’ours l’histoire d’un de ses ancêtres qui était berger à Bethléem. Diffusion : le dimanche 9 décembre 1956, à 17:30.
23. Pépinot et Capucine seront-ils rejoints par les gardes du roi Hérode ? – Panpan essaie de prendre les moutons de Pépinot et de Potiron. Diffusion : le dimanche 16 décembre 1956, à 17:30.
Pépinot est diffusé le samedi à partir du 2 février 1957. C’est le feuilleton Radisson qui prendra sa place le dimanche.
24. Panpan et Simpleton décident d’attaquer Pépinot et ses patriotes retranchés au château de Beauminois. Diffusion : le samedi 23 février 1957, à 17: 30.
25. Les aventures de Pepinotrix à Rome lors des élections de l’empereur ; les candidats : Potiron l’Africain, Jules Bazar et Panpanus. Diffusion : le samedi 2 mars 1957, à 17: 30.
26. Pépinot s’allie à l’ours et aux gladiateurs pour tenter de s’échapper de Rome où il est retenu prisonnier de Potiron l’Africain et de Panpanus. Diffusion : le samedi 9 mars 1957, à 17: 30.
27. « Le Guerrier Herule : Butor trahit Pepinotrix ». Diffusion : le samedi 16 mars 1957, à 17: 30.
28. Qu’arrivera-t-il de Pépinot et de Capucine qui ont pu échapper au feu de la jungle ?  Diffusion : le samedi 6 avril 1957, à 17: 30.
29. Début des aventures de Peiping-Ho, ancêtre chinois de Pépinot. L’action se déroule à Changhaï en 1935. Diffusion : le samedi 27 avril 1957, à 17: 30.
30. Panpan veut entrer en possession du poignard des « Tsing » ; Pépinot le détective prépare son plan d’attaque. Diffusion : le samedi 4 mai 1957, à 17: 30.
31. Capucine est gardée comme otage chez le docteur Fu Blanc Ho. Diffusion : le samedi 11 mai 1957, à 17: 30.
32. Dernier épisode des aventures de Peiping-Ho ; avec l’aide de Fleur de Jade, il met à jour le complot du Dr Fu Blanc Ho qui voudrait s’emparer de Changhaï. Diffusion : le samedi 18 mai 1957, à 17: 30.
33. Le docteur Pépinot se rend en Afrique pour soigner la tribu des Tarabendus. Potiron, propriétaire d’une grosse plantation de cacahuètes, lui fait des difficultés et Panpan, son guide, le trahit. Diffusion : le samedi 25 mai 1957, à 17: 30.
34. Le docteur Pépinot est mal accueilli par Potiron, planteur, qui voit d’un mauvais œil un médecin qui veut soigner ses employés maltraités. Diffusion : le samedi 1er juin 1957, à 17: 30.
Le dernier épisode de la série fut diffusé le samedi 15 juin 1957. Aucun synopsis n’est indiqué.
Source: La Semaine à Radio-Canada - Horaire des chaînes françaises de radio et télévision de Radio-Canada, publication hebdomadaire, 1952-1967.

### Reprise de la série 1957-1959
La série Pépinot fut diffusée en reprise les lundis de 17:30 à 18:00 dès la saison 1957-1958, nous avons relevé les informations suivantes :
1. Michel Pepinoff traverse les steppes de la Russie pour porter un message au gouverneur de Pétrograd. Diffusion : le lundi 14 octobre 1957, à 17:30.
2. Panpan essaie de faire couronner un garde par le roi Amenotep. Pépinotep, lui, cherche Capucine dans la villa de Memphis où elle travaille chez Pot-Hiron. Diffusion : le lundi 18 novembre 1957, à 17:30.
Article tiré de La Semaine à Radio-Canada du 30 novembre au 6 décembre 1957, page 7 :
« Pépinot, cette marionnette aux cent visages, que les jeunes téléspectateurs aiment à rencontrer tous les lundis, à 5 h. 30 de l’après-midi, s’est promenée à travers tous les pays du monde, y vivant les aventures les plus amusantes.
À compter du 2 décembre [1957], c’est en Italie qu’on retrouvera Pépinot. Sous le nom de Pepino Da Vinci, notre gentille marionnette s’installera à Venise pour y faire de la peinture.
Pepino Da Vinci vendra ses toiles au marchand de tableaux Potironi. Le décor enchanteur de la Cité des Doges suggère inévitablement l’amour.
On ne sera donc pas surpris que la belle Capucine, fille du Signor Potironi, s’éprenne éperdument du grand artiste Pepino Da Vinci.
Panpan ne sera pas oublié au milieu du chef-d’œuvre et des gondoles. Le neveu de Potironi fera probablement des siennes cette fois encore.
Il est probable que les enfants, après avoir suivi Pépinot dans ses pérégrinations à travers la Russie, l’Égypte, l’Espagne et plusieurs autres contrées lointaines, seront curieux de savoir comment il s’acclimatera à l’Italie. Pépinot est réalisé par Pierre DesRoches. Texte : Réginald Boisvert. »
3. Pepino Da Vinci, M. Blanc et l’ours sont en prison chez Potironi mais réussissent à s’échapper avec la complicité de Capucine. Diffusion : le lundi 9 décembre 1957, à 17: 30.
4. Panpan se déguise en mécène pour tromper Pépinot et enlever Capucine, fille de Potironi. Diffusion : le lundi 16 décembre 1957, à 17:30.
5. Pépinot est jeté en prison avec M. Blanc et l’ours. Ils réussiront à s’échapper et à délivrer Capucine qui est prisonnière de Panpan au palais des Tempi à Florence. Diffusion : le lundi 23 décembre 1957, à 17:30.
6., 7., 8. et 9. Les aventures de Pépinot Bill, aventuriers [sic] du Far West. Diffusion : le lundi 30 décembre 1957 et 6, 13 et 20 janvier 1958, à 17:30.
10. Pépinot du Lac, chevalier de la Table Ronde, Panpan et Forbane, son épouse complotent pour le trône du roi Cactus. Diffusion : le lundi 3 février 1958, à 17:30.
11. Panpan tend un piège à Pépinot-du-Lac et le fait prisonnier ; pendant ce temps, le roi Cactus part en guerre contre la troupe de Panpan. Diffusion : le lundi 17 février 1958, à 17:30.
12., 13. 14. et 15. Les aventures de Pépinot et Juliette. Diffusion : les lundis 3, 10, 17 et 24 mars 1958, à 17:30.
16. Dernier épisode des aventures d’Arsène Pépin dit Pépinot, détective. Pépinot découvre le secret du cure-dent nucléaire et libère Capucine. Diffusion : le mardi 27 mai 1958, à 17:30.
17. Les aventures de Pépinoto. Panpan veut enlever Capucine et réclame une rançon à Potiron. Diffusion : le mardi 10 juin 1958, à 17:30.
Pépinot est diffusé en reprise les samedis à compter du 5 décembre 1959.
18., 19. et 20. « La fuite en Égypte ». Diffusion : les samedis 5, 12 et 19 décembre 1959, à 13:30.
La série Pépinot est remplacée par Le Professeur Calculus à partir du samedi 30 janvier 1960.
Source : La Semaine à Radio-Canada - Horaire des chaînes françaises de radio et télévision de Radio-Canada, publication hebdomadaire, 1952-1967.

### Reprise de la série 1962-1967
La série Pépinot fut diffusée en reprise les jeudis de 17:30 à 18:00 durant la saison 1962-1963, nous avons relevé les informations suivantes :
1. Les aventures de Pépinot et sa petite amie Capucine. Premier épisode de la saison 1962-1963. Note : il pourrait s’agir de la première partie de « Pépinot Mousquetaire du Roy ». Diffusion : le jeudi 4 octobre 1962, à 17:30.
2., 3., et 4. Pépinot raconte à Capucine les hauts faits de cape et d’épée de l’illustre Monsieur Pépinot qui vivait au temps des mousquetaires du Roy. Diffusion : les jeudis 11, 18 et 25 octobre 1962, à 17:30.
5., 6., 7. et 8. Dans l’Ouest canadien, Pépinot est devenu agent de la Gendarmerie royale et est chargé de retrouver la bandit Breloque. Diffusion : les jeudis 1er, 8, 15 et 22 novembre 1962, à 17:30.
9., 10., 11. et 12. Au temps de la Grèce antique, le roi Pas-de-pouce doit choisir un mari pour sa fille Capucine. Diffusion : les jeudis 29 novembre, 6, 13 et 20 décembre 1962, à 17:30.
13. Le capitaine Pan Pan annonce qu’il a eu trois de ses vaisseaux coulés par un monstre marin. Le professeur Blanc, très intéressé par ces déclarations, décide de partir à la recherche du monstre. Diffusion : les jeudis 27 décembre 1962, 3, 10 et 17 janvier 1963, à 17:30.
Durant cette période, le dernier épisode a été diffusé le jeudi 11 juillet 1963, à 17:30.
Pour cette période, le télé-horaire La Semaine à Radio-Canada n’indique aucun autre synopsis.
La série est en reprise les samedis du 5 octobre 1963 au 30 mai 1964, à 11 :00. La Semaine à Radio-Canada n’indique aucun synopsis. On remarquera que certains titres commencent par « Les aventures de » alors que lors de la rediffusion de 1967-1972, cet élément est omis.
1. à 4. Les aventures de Pépinot, pilote d’essai. Diffusion : les samedis 5, 12, 19 et 26 octobre 1963.
5. à 8. Les aventures d’Espépinot, madator [sic : matador]. Diffusion : les samedis 2, 9, 16 et 23 novembre 1963.
9. à 12. Les aventures de Pépinot, berger. Diffusion : les samedis 30 novembre, 7, 14 et 21 décembre 1963.
13. à 16. Les aventures de Pépin-Hood. Diffusion : les samedis 28 décembre 1963, 4, 11 et 18 janvier 1964
17. à 20. Les aventures de Louis-Joseph Pépinot. Diffusion : les samedis 25 janvier, 1er, 8 et 15 février 1964.
21. à 24. Les aventures de Pépinotrix. Diffusion : les samedis 22 et 29 février, 7 et 14 mars 1964.
25. à 28. Pépinot aux Indes. Diffusion : les samedis 21 et 28 mars, 4 et 11 avril 1964.
29. à 32. « Peiping-Ho ». Diffusion : les samedis 18 et 25 avril, 2 et 9 mai 1964.
33. à 35. « Pépinoto ». Diffusion : les samedis 16, 23 et 30 mai 1964. Bien qu’il s’agisse d’une histoire en 4 épisodes, La Semaine à Radio-Canada n’indique pas la diffusion de la quatrième partie qui aurait dû avoir lieu le samedi 6 juin 1964 car la saison dite estivale avait débuté.
La série est en reprise les samedis à partir du 5 décembre 1964 au 29 mai 1965, à 12:30. La Semaine à Radio-Canada n’indique aucun synopsis.
1. à 4. « Pépinot et Juliette ». Diffusion : les samedis 5, 12, 19 et 26 décembre 1964.
5. à 8. « Pépinot en Afrique ». Diffusion : les samedis 2, 9, 16 et 23 janvier 1965.
9. à 13. Les aventures de Michel Pépinoff. Note : La Semaine à Radio-Canada indique cette histoire en 5 parties alors que lors de la rediffusion en 1967-1972, nous avons relevé que c’était une histoire en 4 parties. À confirmer. Diffusion : les samedis 30 janvier, 6, 13, 20 et 27 février 1965.
14. à 17. « Pépinhotep ». Diffusion : les samedis 6, 13, 20 et 27 mars 1965.
18. à 21. « Pépino Da Vinci ». Diffusion : les samedis 3, 10, 17 et 24 avril 1965.
22. à 25. « Les aventures de Pépinot Bill ». Diffusion : les samedis 1er, 8, 15 et 22 mai 1965.
26. le samedi 29 mai 1965, La Semaine à Radio-Canada diffuse le dernier épisode de cette période de Pépinot mais n’indique aucun détail.
La Semaine à Radio-Canada consacre dans son édition de la semaine du 4 au 10 décembre 1965, à la page 12, un article annonçant la rediffusion de la série Pépinot à compter du 4 décembre 1965 à midi trente :
« […] Au cours des vacances, il [Pépinot] a découvert dans le grenier de la maison familiale de nouveaux documents sur l’histoire de sa famille. À Capucine il racontera d’abord les hauts faits de son illustre aïeul qui vivait au temps des mousquetaires du Roy.
[…] Pépinot mousquetaire, Pépinot légionnaire, Pépinot corsaire, autant de titres qui promettent de beaux voyages dans le passé. »
1. à 4. Pépinot Mousquetaires [sic]. Diffusion : les samedis 4, 11, 18 et 25 décembre 1965.
5. à 8. « Pépinot au temps de la Grèce antique ». Le roi Pas-de-pouce doit choisir un mari pour sa fille Capucine. Diffusion : les samedis 8, 15, 22 et 29 janvier 1966.
9. à 12. « Le Capitaine Pépinot ». Diffusion : les samedis 5, 12, 19 et 26 février 1966.
13. à 16. « Pépinot légionnaire ». Diffusion : les samedis 5, 12, 19 et 26 mars 1966.
17. à 20. « Marco Pépinot ». Diffusion: les samedis 2, 9, 16 et 23 avril 1966.
21. à 24. « Le Lieutenant Pépinot ». Diffusion : les samedis 30 avril, 7, 14 et 21 mai 1966.
26. le 28 mai 1966, La Semaine à Radio-Canada diffuse le dernier épisode de cette période de Pépinot mais n’indique aucun détail.
La série est de nouveau en reprise pour la saison 1966-1967, les samedis, généralement à midi, à moins de changement à l’horaire.
1. à 4. « Pépinot de la Gendarmerie Royale ». Diffusion : les samedis 10, 17 et 24 septembre, et 1er octobre 1966.
5. à 8. « Pépinot le bref, roi des Francs ». Diffusion : les samedis 8, 15, 22 et 29 octobre 1966.
À partir de cette période, le télé-horaire Ici-Radio Canada n’indique pas toujours les titres des épisodes de Pépinot.
9. à 12. « Hercule Pépinot, détective ». Diffusion : les samedis 5, 12, 19 novembre 1966. Le quatrième doit avoir été diffusé le 3 décembre 1966 (mais le télé-horaire Ici Radio-Canada ne précise pas le titre de l’épisode) car le 26 novembre 1966, il y a eu le défilé du Père Noël.
13. « Pépinot, pilote d’essai ». Diffusion ; le samedi 17 décembre 1966.
14. « Espépinot, matador ». Diffusion : les samedis 7 et 14 janvier 1967.
15. « Pépin Hood ». Diffusion : les samedis 18 et 25 février 1967.
16. « Peiping-Ho, de Shanghaï ». Diffusion : les samedis 4, 11 et 18 mars 1967.
Source: La Semaine à Radio-Canada - Horaire des chaînes françaises de radio et télévision de Radio-Canada, publication hebdomadaire, 1952-1967.

### Reprise de la série 1967-1972
À partir du 1er avril 1967, le télé-horaire Ici Radio-Canada change de format et détaille davantage certaines émissions telles que Pépinot. Nous avons donc pu ainsi retrouver les titres et des synopsis généraux pour chaque histoire diffusée. Lors de la reprise de la série de 1967 à 1972, nous avons relevé les informations suivantes :
(Note : il est possible que certains des épisodes ci-dessous aient été décrits dans les sections ci-dessus.)
1. à 4. « Pépinhotep ». En Égypte, une princesse tombe amoureuse du vaillant Pépinhotep qui, lui, a remarqué la beauté de Capucine, une de ses suivantes. Diffusion : les samedis, 25 mars et 1er, 8 et 15 avril 1967. Une histoire en 4 parties.
5. à 8. « Pépinot et Juliette ». À Couronne, en Italie, vers 1600. Le comte Potiron de Capulet, apprenant que sa fille Juliette est amoureuse de Roméo-Pépinot, décide de mettre fin à cette flamme en la mariant avec son cousin Pan-Pan. Diffusion: les samedi, 22 et 29 avril et 6 et 13 mai 1967. Une histoire en 4 parties.
9. à 12. « Pepinoto de Mexico ». Dans une petite auberge du Mexique, la jolie Margarita est terrorisée par le méchant PanPan. Elle doit l’avertir si des voyageurs fortunés s’arrêtent à l’auberge. Justement, un certain inventeur, M. Blanc, attend l’arrivée du richissime M. Potiron. Le senor Pepinoto, jeune guitariste, qui va de ville en ville accompagné de son ours savant, arrive à l’auberge. Il est suivi de monsieur Potiron et de sa fille, la senorita Capucine. Diffusion : les samedis 20 et 27 mai et 3 et 10 juin 1967. Une histoire en 4 parties.
13. à 16. « Le Capitaine Pépinot ». Le capitaine PanPan annonce qu’il a eu trois de ses vaisseaux coulés par un monstre marin. Le capitaine Pépinot vient à son secours. Diffusion: les samedis 9, 16, 23 et 30 septembre 1967. Une histoire en 4 parties.
17. à 20. « Pépinot légionnaire ». Au siècle dernier, dans la petite ville de Sidi-bel-adon, en Algérie, PanPan, Monsieur Blanc et Pépinot viennent d’entrer dans la légion. Diffusion: les samedis 7, 14, 21 et 28 octobre 1967. Une histoire en 4 parties.
21. à 24. « Hercule Pépinot, détective ». La directrice d’un cirque, la jolie Capucine, est victime d’une bande de malfaiteurs. Elle vient se plaindre au fameux détective privé, Hercule Pépinot. Celui-ci, aidé de son acolyte, Monsieur Blanc entreprend l’enquête. Diffusion : les samedis 4, 11, 18 et 25 novembre 1967. Une histoire en 4 parties.
25. à 28. « Marco Pépinot ». Diffusion: les samedi 9, 16 et 23 décembre 1967. Rediffusion samedi, le 2 juin ; dimanche, le 3 juin ; samedi, le 9 juin ; et dimanche, le 10 juin 1973. Une histoire en 4 parties.
29. à 32. « Pépinot en Afrique ». Le docteur Pépinot, accompagné de son ami, le docteur Blanc, et d’une infirmière, Capucine, se rend en Afrique pour fonder un hôpital où seront traités les pauvres indigènes. Diffusion : les samedi 30 décembre 1967 et 6, 13 et 20 janvier 1968. Une histoire en 4 parties.
33. à 36. « Michel Pépinoff ». L’action se passe en Russie, à la fin du siècle dernier. Michel Pépinoff, courrier du tsar, se rend à Moscou où son devoir l’appelle. Les routes sont dangereuses et les Tartares menacent de tous côtés. Ils ont à leur tête le fameux chef Panpaneff, qui reste imprenable, car il change sans cesse de déguisement. Diffusion : les samedis 27 janvier, 3, 10 et 17 février 1968. Une histoire en 4 parties.
37. à 40. « Pépino da Vinci ». Florence au XVIe siècle. Le peintre florentin Pépino da Vinci est amoureux de la nièce du segnor Potironi, mais un autre segnor florentin PanPan, le neveu du comte de Tempi, brigue aussi les faveurs de la belle Capucine. Jaloux du dédain de celle-ci, PanPan use de toutes sortes de subterfuges pour éloigner Pépino. Mais comme son émule Léonard de Vinci Pépino invente une machine volante à l’aide de laquelle il pourra attaquer le château de Tempi où s’est réfugié PanPan et sa prisonnière la douce Capucine. Diffusion : les samedis 24 février, 2, 9 et 16 mars 1968. Une histoire en 4 parties.
41. à 44. « Pépinot Bill ». Gold City, ville des chercheurs d’or de Californie, les diligences sont sans cesse attaquées par les bandits qui infestent le pays. La tenancière du « saloon », l’énergique Capucine, soupçonne le beau Pépinot Bill d’être le chef de la bande. Elle le livre au shérif Potiron. Diffusion : les samedis 23 et 30 mars, 6 et 13 avril 1968. Une histoire en 4 parties.
45. à 48. « Le Chevalier Pépinot du Lac ». Le seigneur Cactus, père de la demoiselle Capucine, doit hériter du trône de ses ancêtres. Mais sa sœur, dame Forbane, et son époux, le chevalier PanPan, convoitent le trône. PanPan dresse une embuscade pour s’emparer de Capucine. Diffusion : les samedis 20 et 27 avril et 4 et 11 mai 1968. Une histoire en 4 parties.
49. à 52. « Pépinot mousquetaire ». Pépinot raconte à Capucine les hauts faits de son ancêtre De Pépinot, mousquetaire du roy. Diffusion : les samedis 7, 14, 21 et 28 septembre 1968. Une histoire en 4 parties.
53. à 56. « Pépinot de la Gendarmerie canadienne ». Dans l’Ouest canadien, Pépinot est devenu agent du fameux corps de la Gendarmerie à cheval. Il a l’occasion de sauver un ours qui s’attache à lui et ne veut plus le laisser. Il rêve de Capucine, la belle du Far-Ouest. Diffusion : les samedis 5, 12, 19 et 26 octobre 1968. Une histoire en 4 parties.
57. à 60. « Pépinot au temps de la Grèce antique ». Au Royaume de Mitaine, la fille du roi Pas-de-Pouce, la belle Capucine, veut se marier. L’intendant Potiron a organisé un défilé de prétendants. Diffusion : les samedis 2, 9, 16 et 23 novembre 1968. Une histoire en 4 parties.
61. à 64. « Pépinot le Bref, roi des Francs ». Pépinot vient d’être couronné roi des Francs. PanPan, son ambitieux cousin, veut usurper le trône. Il trame un complot pour affaiblir les alliés de Pépinot : son oncle, le duc de Mirontaine, et la belle reine des Bobards, Capucine. La Belle Capucine saura déjouer les pièges de l’infâme PanPan. Diffusion : les samedis 30 novembre, 7, 14 et 21 décembre 1968. Une histoire en 4 parties.
65. à 68. « Le Lieutenant Pépinot, au temps de l’empereur Napoléon 1er ». Le jeune et impétueux lieutenant Pépinot, de l’armée française, et son rival le lieutenant Pan-Pan, de l’armée batracienne, font la cour à Mlle Capucine. Diffusion : les samedis 28 décembre 1968, 4, 11 et 18 décembre 1969. Une histoire en 4 parties.
69. à 72. « Arsène Pépin ». Arsène Pépin, alias Pépinot, reçoit une lettre mystérieuse implorant son aide. Monsieur Blanc découvre le cure-dent atomique dont il ignore les propriétés fantastiques. Une puissance ennemie délègue son agent Pan Pan pour s’emparer de ces plans. Diffusion : les samedis 22 et 29 mars, 5 et 12 avril 1969. Une histoire en 4 parties.
73. à 76. « Pépinot part pour la lune ». Nos amis sont de retour à Pépinotville. Ils veulent s’éloigner de Pan Pan. Ils demandent à Monsieur Blanc de leur construire une fusée qui pourra les mener à la lune. Diffusion : les samedis 19 et 26 avril, et 3 et 10 mai 1969. Une histoire en 4 parties.
77. à 80. « Pépinot pilote d’essai ». Diffusion : vendredi le 30 avril ; mercredi, le 5 mai ; vendredi, le 7 mai ; et mercredi, le 12 mai 1971. Une histoire en 4 parties.
81. à 84. « Espépinot matador ». Diffusion : vendredi le 14 mai ; mercredi, le 19 mai ; vendredi, le 21 mai; et mercredi, le 26 mai 1971. Une histoire en 4 parties.
85. à 88. « Pépinot Hood ». Diffusion : lundi, le 31 mai ; mercredi, le 2 juin ; vendredi le 4 juin ; et lundi, le 7 juin 1971. Une histoire en 4 parties.
89. à 92. « Pépinotrix ». Diffusion : mercredi, le 9 juin ; vendredi le 11 juin ; lundi, le 14 juin ; et mercredi, le 16 juin 1971. Une histoire en 4 parties.
93. à 96. « Pépinot aux Indes ». Diffusion : vendredi, le 18 juin ; lundi, le 21 juin ; mercredi, le 23 juin et vendredi, le 25 juin 1971. Une histoire en 4 parties.
97. à 100. « Péipino-Ho ». Diffusion : lundi, le 28 juin ; mercredi, le 30 juin ; vendredi, le 2 juillet et lundi, le 5 juillet 1971. Une histoire en 4 parties.
101. à 104. « Pépinot berger ». Pépinot, berger, et Capucine, princesse de la famille de David, déjouent le complot ourdi par le méchant aubergiste Pan-Pan pour se défaire du nouveau-né, l’Enfant Jésus. Diffusion : les vendredis 10, 17, 24 et 31 décembre 1971. Une histoire en 4 parties.
105. à 108. « Pépinot constructeur de voies ferrées ». Diffusion : les vendredis 4, 11, 18 et 25 février 1972. Une histoire en 4 parties.
Commentaires :
Durant la rediffusion de 1967 à 1969, l’émission Pépinot était présentée les samedis, à 10h30.
Durant la rediffusion de janvier à septembre 1971, les lundis, mercredis et vendredis, à 9h30, la présentation des épisodes était parfois incohérente. En parcourant Ici Radio-Canada, on indique, par exemple, qu’une histoire pouvait commencer à la deuxième partie ou bien commencer sans présentation de la dernière partie. Par conséquent, les dates de diffusion concernant cette période ne sont présentées qu’à titre indicatif mais devront être confirmées.
Source: Ici Radio-Canada - horaire de la télévision

## Comédiens et Artisans
- Paule Bayard : voix additionnelles
- Charlotte Boisjoli : voix de Pépinot
- Jean Boisjoli : voix de PanPan (selon les sources, le nom s'écrit également Pan-Pan ou Pan Pan) et de l'ours
- Françoise Graton
- Guy Hoffmann : voix de Monsieur Potiron
- Marie-Ève Liénard : voix de Capucine
- André Loiseau
- Gérard Paradis
- Robert Rivard : voix de Monsieur Blanc

L'idée originale et la conception est de Jean-Paul Ladouceur.
Les marionnettes ont été fabriquées par Edmondo Chiodini et Jeanne Auclair. (Les têtes étaient faites de papier mâché)
Les costumes étaient confectionnés par Marielle Chevrier.
Les effets sonores étaient de Pierre Normandin.

## Scénariste
- Réginald Boisvert

## Réalisation
- Georges Delanoë
- Pierre Desroches
- Fernand Doré
- Pierre Gauvreau
- Jean-Paul Ladouceur

## Musique
Neil Chotem

## Commentaires
- Selon le Répertoire des séries, feuilletons et téléromans québécois de 1952 à 1992 écrit par Jean-Yves Croteau et publié par Les Publications du Québec en 1993, la série a débuté le dimanche 10 janvier 1954. Cependant, d'après La Semaine à Radio-Canada, la série aurait débuté le dimanche 24 janvier 1954 à 17:30. Aucun synopsis n'est indiqué.

- Le télé-horaire La Semaine à Radio-Canada publie un article sur la série Pépinot, à la page 8 de la semaine du 12 au 18 septembre 1954. On y apprend ce qui suit :

« Pépinot revient à l’écran de la vidéo avec tous ses compagnons, et surtout Capucine et le petit Ours, à compter du 12 septembre [1954], et tous les dimanches par la suite, à 5 h. 30. Mais le voici d’ores et déjà promu à la dignité de personnage véritablement national, pour le compte des petits Canadiens d’une mer à l’autre, puisque l’émission sera transmise dorénavant, en français et en anglais, depuis Montréal jusqu’à Vancouver. »
- Le télé-horaire La Semaine à Radio-Canada publie un article sur le Théâtre de Pépinot (qui fut présenté du 26 juin au 18 septembre 1955), à la page 8 de la semaine du 28 août au 3 septembre 1955. On y apprend ce qui suit :

« […] Grâce au Théâtre de Pépinot qui a présenté chaque semaine, depuis le début de cet été, une légende tirée du folklore des différents peuples qui ont émigré au Canada, les enfants ont pu faire un tour d’horizon assez complet des différentes groupe ethniques qui composent le peuple canadien.
Ces légendes […], ont été dramatisées par Réginald Boisvert. Ce sont donc de véritables pièces  que le Théâtre de Pépinot a pu présenter avec son équipe régulier de casteliers que tous les admirateurs de Pépinot connaissent bien : Maire-Ève Liénard, Charlotte Boisjoli, Paule Bayard, Robert Rivard, Jean Boisjoli, Françoise Graton et André Loiseau.
Et l’on a vu défiler tour à tour les légendes de la chevalerie française, les farces italiennes où règnent Polichinelle, les histoires écossaises ou irlandaises pleines de mystère et de lutins…
Le Théâtre de Pépinot [présente] un répertoire dramatique national et universel [dont les histoires de Rodrigue et Roland].
Les marionnettes du Théâtre de Pépinot ont été créées cet été par Marielle Chevrier. Les décors sont de Edmundo Chiodini. […]. Le Théâtre de Pépinot […] est réalisé par Pierre Gauvreau. »
Commentaires : Il semble que ce ne soit pas les marionnettes habituelles de la série Pépinot qui étaient présentées lors du Théâtre de Pépinot mais bien d’autres marionnettes spécialement fabriquées pour l’occasion.
- Lors de l'émission 75 ans toujours jeune: Dramatique et jeunesse, diffusée à Radio-Canada le vendredi 16 septembre 2011 à 21 heures, on mentionne que la série Pépinot et Capucine fut rediffusée en 1982. L'émission présente également de courts extraits d'Edmondo Chiodini à son atelier de marionnettes.

## Vidéographie
Sauf indication contraire, le générique et le crédit sont semblables à tous les épisodes. Le générique commence par l’Ours qui cogne sur un cercle qui fait apparaître un autre cercle où l’on peut lire « Pepinot » (sans accent aigu sur le « e »). Pépinot défonce le papier du cercle et a une discussion avec Capucine. Le crédit présente différents cercles ou tableaux identifiant le scénariste, les artisans et les casteliers. Les dates de diffusion originale ne sont pas indiquées.

### Coffret VHS: SRC Classiques des années cinquante
Le coffret VHS : SRC Classiques des années cinquante (commercialisé vers 1993), Volume 2, comprend un épisode de Pépinot et un épisode de Radisson. Dans cet épisode, Pan Pan cherche un moyen de se réchauffer en quémandant à Monsieur Blanc des vêtements. Mais ce dernier, lui propose en lieu et place de la chaleur scientifique. Pan Pan se retrouve avec un appareil qui devait le réchauffer mais qui le propulse dans le ciel. Confronté au froid de la stratosphère, Pan Pan se transforme en glace et redescend. Pour le réchauffer Monsieur Blanc propose l’utilisation d’une loupe et des rayons du Soleil. Malheureusement, le Soleil débarque à Pépinotville. Pour s’en défaire et le remettre à sa place, on le menace de l’envoyer dans le puits. Le Soleil repart aussitôt. Pour pouvoir acheter les vêtements à PanPan, on organise un combat de boxe commenté par Michel Normandin (qui dans les années 1950, commentait des combats de boxe).

### Coffret VHS de Pépinot et Capucine
Radio-Canada et Imavision ont commercialisé en 1996 un coffret VHS de 3 vidéocassettes comprenant 9 épisodes en tout de Pépinot et Capucine.
Volume 1
Épisode 1 : « Un pont pour Pan Pan ». On tente de réhabiliter Pan Pan en lui trouvant un travail honnête.
Épisode 2 : « Les ours et l’ouragan ». L’Ours et son cousin convainc Pan Pan de l’arrivée d’un ouragan à Pépinotville. Pan Pan tente en vain, par le biais du journal local dirigé par Monsieur Linotype, d’informer les résidents de Pépinotville du danger.
Épisode 3 : « Tiens !  Des martiens ». Pan Pan apprend que des martiens ont été vus au Portugal. C’est ainsi que Pan Pan, Pépinot et Capucine se rendent au Portugal pour faire enquête. Monsieur Blanc et l’Ours ont la même idée. Après plusieurs péripéties, ils découvriront qu’il y a eu méprise et qu’il n’y a jamais eu de martiens.
Volume 2
Épisode 1 : « Du liquide au fond de l’eau ». Les résidents de Pépinotville découvrent une épave dans le fond de l’eau. On tente d’en retrouver le trésor mais Pan Pan fait un plan pour tout garder le trésor à lui tout seul.
Épisode 2 : « Comme une lettre à la poste ». Le postier de Pépinotville, monsieur Franc-de-Port est devenu trop fatigué pour faire le travail tout seul. On embauche Pan Pan qui a tôt fait d’engager l’Ours pour faire le travail à sa place. Le stratagème découvert, Pan Pan perd sa place et c’est l’ours qui devient l’assistant du postier.
Épisode 3 : « L’argent provocateur ». Alors que le  l’agent de police est tombé malade, on confie à Pan Pan le poste de police. Ce dernier en profite pour faire arrêter tout le monde sous le prétexte de vagabondage nocturne. On voit également dans cet épisode, Tourlou et « la conscience de Pan Pan ».
Volume 3
Épisode 1 : « Le blé blond de Monsieur Blanc ». Monsieur Blanc découvre un engrais qui fait pousser le blé si bien que les résidents de Pépinoville en devienne prisonniers dans le village. Pan Pan revenant à Pépinoville les libérera en utilisant un herbicide. Dans cet épisode, on peut voir un camion-arrosoire  avec l’inscription « Pepinoville » sans de lettre « t ».
Épisode 2 : « Ras le bol des bateaux ». Tourlou en a assez de surveiller Pan Pan qui ne cesse de lui raconter des mensonges. Tourlou ne croit pas plus Pan Pan, lorsqu’il lui dit la vérité en lui disant qu’au milieu de la mer, on ne peut pas voir la terre. Les résidents de Pépinoville décident de trouver un moyen pour prouver à Tourlou que Pan Pan disait la vérité. On voit dans cet épisode, « la conscience de Pan Pan ». On voit également dans cet épisode sur la grosse caisse l’inscription « FANFARE PÉPINOVILLE » sans de lettre « t ».
Épisode 3 : « Émoi dans le potager ». Les résidents de Pépinoville décident pour les vacances d’été de faire un potager. Pan Pan trouve le travail d’enlever la mauvaise herbe fatigant et déniche un lapin pour l’aider.

### Pépinot et Capucine «Pépinot Berger»
Radio-Canada et Imavision ont commercialisé vers 1996 une cassette VHS intitulée Pépinot et Capucine - Spécial Noël : « Pépinot Berger » : un conte de Noël. Cette cassette contient deux des quatre épisodes de l’histoire de « Pépinot Berger ». Les deux épisodes racontent deux histoires parallèles. D’une part, le roi Hérode apprend la venue prochaine d’un enfant (Jésus) qui menace son règne et essaie de le retrouver. D’autre part, Pan Pan qui est aubergiste n’a plus de viande pour ses clients. Ne voulant pas payer pour acheter un agneau, il essaie d’en voler un chez le berger Pépinot. Mais l’Ours fait échouer les plans de Pan Pan. Le générique et le crédit de ces deux épisodes sont différents des autres épisodes commercialisés. Dans le générique, on y voit Pépinot dans des extraits d’exploits en tout genre : pompier, parachutiste, scaphandrier, etc. Le titre de l'émission est Pépinot écrit avec un accent sur le « e ». Le crédit comprend une succession de tableaux présentant les différents artisans et casteliers.

### Coffret DVD de Radio-Canada: Cinquante ans de grande télévision jeunesse
Dans le coffret DVD de Radio-Canada: Cinquante ans de grande télévision jeunesse, nous retrouvons un épisode de Pépinot et Capucine: « Le pont de la rivière ». On tente de réhabiliter Pan-Pan en lui trouvant un travail honnête.

### Homonymie
Pépinot est aussi un des personnages du film français Les Choristes (2004).